# Baldwin de Redvers, 7. Earl of Devon
Baldwin de Redvers, 7. Earl of Devon (* 1. Januar 1236; † 1262 vor 13. September in Paris) war ein englischer Adliger im 13. Jahrhundert.

## Leben
Er entstammte der Familie Redvers und war der Sohn von Baldwin de Redvers, 6. Earl of Devon und Amicia de Clare, Tochter des Gilbert de Clare, 4. Earl of Gloucester. Er war noch minderjährig, als er 1245 seinen Vater als Earl of Devon und Lord of the Isle of Wight beerbte. Nachdem er die Volljährigkeit erreicht hatte, leistete er am 29. Januar 1257 König Heinrich III. den Lehnseid und erhielt die Kontrolle über die Ländereien seines Vaters.
1257 heiratete er Margarete von Savoyen, die Tochter von Graf Thomas II. von Savoyen und Johanna von Flandern. Baldwins Heirat war 1252 mit Peter von Savoyen, seit 1241 Earl of Richmond (und ab 1263 Graf von Savoyen), abgesprochen worden, wobei Peter die Ehefrau unter den Cousinen der englischen Königin Eleonore, Ehefrau Heinrichs III. und seine eigene Nichte, aussuchen sollte und sich für seine Nichte Margarete entschied. Durch diese Ehe erlangte er auch Verwandtschaft mit folgenden einflussreichen Persönlichkeiten:
- Die Brüder Peters:
  - Bonifatius von Savoyen, Erzbischof von Canterbury und Primas von England 1241–1270,
  - Philipp von Savoyen, Erzbischof von Lyon und Primas von Frankreich 1246–1267,
- Die Nichten Peters:
  - Beatrix von Savoyen, 1247–1266 Ehefrau König Manfreds von Sizilien
  - Margarete von der Provence, 1234–1270 Ehefrau König Ludwigs des Heiligen von Frankreich
  - Eleonore von der Provence, 1236–1272 Ehefrau König Heinrichs III. von England
  - Sancha von der Provence, 1243–1261 Ehefrau von Richard von Cornwall, 1257–1272 Römisch-deutscher König
  - Beatrix von der Provence, 1246–1267 Ehefrau von Karl von Anjou, 1266 König von Sizilien

Aus seiner Ehe mit Margarete hatte er einen Sohn, John de Redvers, der aber noch im Kleinkindalter starb.
Baldwin de Redvers starb 1262, während er sich im Gefolge des Königs in Paris aufhielt, im Alter von 26 Jahren. Mit seinem Tod erlosch die Familie Redvers im Mannesstamm. Er wurde in der Familiengrabstätte in Breamore Priory in Hampshire bestattet. Das Earldom Devon und die Isle of Wight gingen auf seine Schwester Isabel über. Seine Witwe heiratete 1269 in zweiter Ehe Sir Robert Aguillon († 15. Februar 1286), Gutsherr von Watton in Hertfordshire. Sie starb kurz vor dem 14. Mai 1292.